# Оксихинолят скандия
Оксихинолят скандия — органическое вещество, хелатное соединение металла скандия, формулой [Sc(C9H6NO)3·C9H6·OH]. При нормальных условиях представляет собой жёлтое твёрдое вещество, плохо растворяется в воде, но хорошо растворяется в органических растворителях.

## Получение
- Реакция соли скандия с раствором 8-оксихинолина в слабощелочной среде(ω=8%, pH=8,5).

## Свойства
Оксихинолят скандия образует жёлтое твёрдое вещество, плохо растворимое в воде, но хорошо растворяется в спиртах, бензоле, хлороформе, ацетоне, соляной кислоте. Плавится при 197 °С.